# Bistrica ob Dravi
Bistrica ob Dravi este o localitate din comuna Ruše, Slovenia, cu o populație de 1.348 de locuitori.